# Veligaster
Veligaster is een geslacht van schimmels uit de familie van de Sclerodermataceae. De typesoort is Veligaster columnaris.

## Soorten
Volgens Index Fungorum telt het geslacht twee soorten (peildatum november 2021):
| Soortnaam                | Auteur(s)      | Publicatiejaar |
| ------------------------ | -------------- | -------------- |
| Veligaster mexicanus     | Guzmán & Tapia | 1995           |
| Veligaster singaporensis | Guzmán & Tapia | 1995           |